# Fernando Guerrero
Fernando Alexander Guerrero Vásquez, dit Fernando Guerrero ou Chiki Guerrero, est un footballeur équatorien né le 30 septembre 1989 à Quito.
Il évolue à l'Independiente del Valle, au poste de milieu offensif.

## Biographie

### Club
Formé au Real Madrid CF en Espagne, il intègre la Castilla en 2007, mais n'arrive à percer. Il retourne alors chez lui en Équateur en prêt au CS Emelec, puis définitivement en janvier 2009 à l'Independiente del Valle en Série B équatorienne.
Entre le 15 et le 30 juillet, Guerrero est observé à plusieurs reprises par les représentants de Burnley, il est finalement prêté le 6 août 2009.

### International
Guerrero compte une sélection en équipe nationale, le 21 janvier 2007 contre la Suède.